# Aviar Motors
Aviar Motors – rosyjski startup planujący produkcję elektrycznych samochodów sportowych z siedzibą w Moskwie działający od 2018 roku.

## Historia
Startup Aviar Motors został założony w kwietniu 2018 roku w Moskwie przez rosyjskiego inżyniera Aleksieja Racziewa, za cel obierając rozwój rodzimej produkcji samochodów elektrycznych. W grudniu 2018 roku przedstawiono komputerowe wizualizacje obrazujące wygląd nadwozia i kabiny pasażerskiej, a także planowaną specyfikację techniczną pojazdu. Samochód powstał jako nowoczesna interpretacja klasycznego Forda Mustanga pierwszej generacji z 1967 roku, bazując na rozwiązaniach technicznych pochodzących od Tesli.
Informacje na temat Aviara R67 producent przedstawił w sierpniu 2020 roku, przedstawiając fotografie będącego w czasie budowy pierwszego fizycznego prototypu, a także bardziej szczegółową specyfikację techniczną. Prezes Aviar Motors zakłada, że początek seryjnej produkcji R67 ma rozpocząć się w 2023 roku, planując w przyszłości ekspansję na rynki globalne, włącznie z przeniesieniem produkcji do Unii Europejskiej.

## Modele samochodów

### Historyczne
- R67 (2020)